# Saffré
Saffré – miejscowość i gmina we Francji, w regionie Kraj Loary, w departamencie Loara Atlantycka.
Według danych na rok 2010 gminę zamieszkiwało 3537 osób, a gęstość zaludnienia wynosiła 61 osób/km².